# Archaeotinodes hageni
Archaeotinodes hageni là một loài Trichoptera hóa thạch trong họ Ecnomidae.